# Trümmerfrau

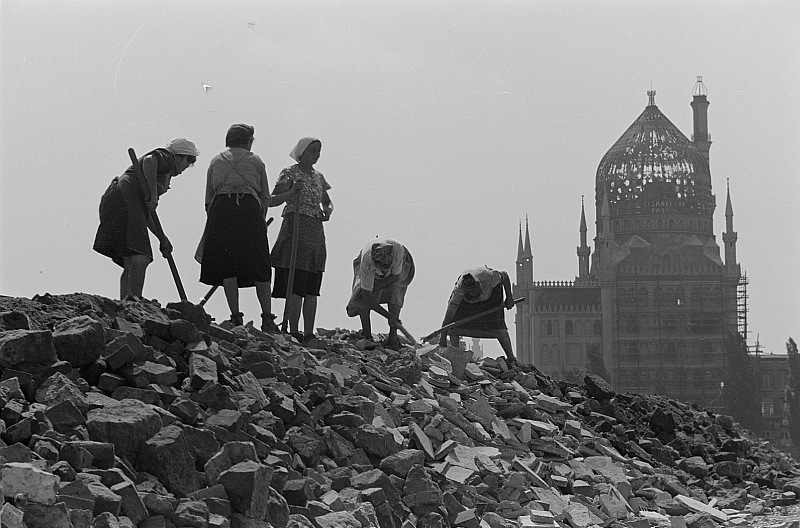
Donne che sgomberano le macerie dalla città

Trümmerfrau è una parola tedesca che significa letteralmente "donna delle macerie" (dal tedesco Trümmer "macerie", e Frau "donna"). Il termine fa riferimento alle donne che dopo la fine della seconda guerra mondiale rimossero le macerie degli edifici nelle città tedesche distrutte dai bombardamenti, per liberare le strade o recuperare i materiali per nuove costruzioni. L'immagine di donne sorridenti e laboriose intente a sgombrare con secchi e pale o a mani nude i detriti nelle vie delle città devastate è presente in molti resoconti storici, libri di testo scolastici, documentari cinematografici e televisivi, e nei decenni successivi al dopoguerra è diventato un elemento costitutivo della storia della Germania e un'icona della memoria collettiva tedesca.
Studi recenti hanno messo in discussione l'entità effettiva e le caratteristiche della partecipazione femminile a questo evento, ed esaminato le modalità di costruzione e di uso dell'immagine e del mito delle Trümmerfrauen negli anni che seguirono la fine della guerra.

## Sfondo storico

### 1945 - 1949: gli "anni della fame"

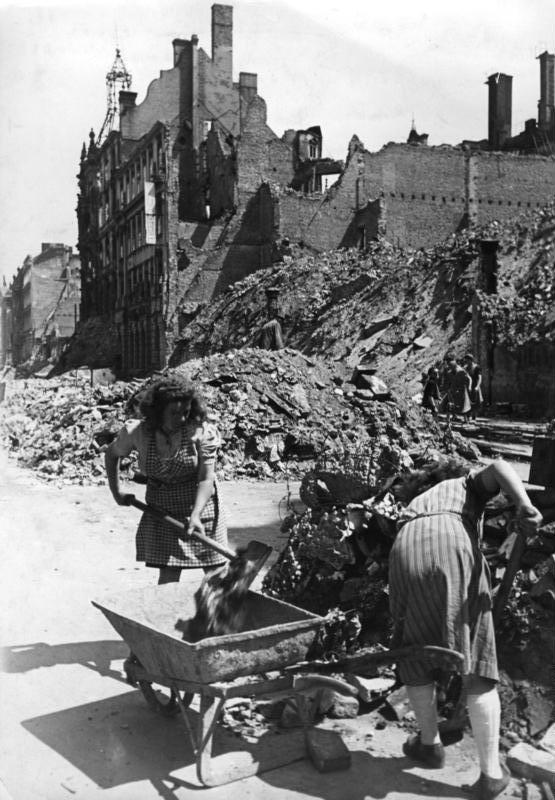
Berlino, luglio 1946. Donne berlinesi che sgombrano le macerie dalle strade.

Per la nazione tedesca l'anno 1945 rappresentò un periodo difficile; dopo aver perso la guerra, il paese si trovò quasi completamente distrutto, sommerso dalle macerie delle case e degli edifici. Si calcola che venne distrutto il 55-60% delle città; a causa dei raid aerei circa 14 milioni di tedeschi persero le loro case e 600.000 le loro vite. La metà delle scuole divenne inutilizzabile e le vie di comunicazione impraticabili. Gli storici definirono il 1945 il Nullpunkt (periodo zero) della cultura tedesca, dal quale sarebbe poi seguita la rinascita socio-culturale.
Prima dell'inizio della guerra la Germania contava circa 80 milioni di abitanti; di questi, circa 20 milioni di uomini, in gran parte di età compresa fra i 18 e i 40 anni, erano partiti per svolgere il servizio militare. I paesi e le città erano popolate soprattutto da donne, bambini e anziani, quotidianamente impegnati a garantirsi la sussistenza. Nei primi anni successivi alla fine del conflitto mondiale il numero delle donne nel territorio tedesco sorpassò ampiamente quello degli uomini. Nell'ottobre del 1946, nella Germania occupata le donne erano 7 milioni più degli uomini. Tale squilibrio demografico era particolarmente evidente nella fascia di età fra i 25-30 anni: per ogni mille uomini nelle zone occidentali c'erano 1.700 donne. L'inverno del 1946-47 fu il più freddo del secolo, e questa calamità si aggiunse alla condizione di penuria endemica di cibo che affliggeva gran parte della popolazione, costituita da migliaia di persone senza dimora. Le vedove con i figli rappresentavano una parte molto numerosa della popolazione, pochi erano gli uomini sopravvissuti e quelli che tornavano dal fronte erano profondamente segnati psicologicamente e fisicamente. 
Il lavoro di rimozione delle macerie prodotte dai bombardamenti alleati sulle città tedesche era iniziato nel 1942; i nazisti si erano serviti prevalentemente di civili, lavoratori edili ma soprattutto del lavoro forzato di prigionieri di guerra e di detenuti dei campi di concentramento. Nel dopoguerra le autorità di occupazione avevano inizialmente obbligato gli appartenenti a ex organizzazioni naziste a rimuovere le macerie in molte città, ma dovettero in seguito ricorrere anche ad altra manovalanza, considerato l'enorme volume di detriti causato dai bombardamenti. Molte donne accettarono questo lavoro in cambio di tessere alimentari.
L'attività di trasporto e selezione dei detriti era molto dura e faticosa, e spesso pericolosa: nel novembre 1945 a Berlino nove donne finirono sepolte a causa del crollo di un muro vicino al quale stavano lavorando. Questo lavoro non godeva inoltre di buona fama, era fortemente stigmatizzato perché associato al lavoro forzato cui venivano costretti i prigionieri di guerra e dei campi di concentramento durante il periodo nazista.
A Monaco, dove vennero distrutte 89.000 case, per rimuovere i detriti venne costruita una ferrovia a scartamento ridotto, la "Bockerlbahn", con locomotive a vapore e ribaltabili che trasportavano le macerie verso le grandi discariche a Sendling, a Luitpold Park e Oberwiesenfeld. Nel 1948 la città commissionò la rimozione dei detriti ad imprese di costruzione. L'anno dopo il lavoro era giunto a buon punto: le macerie rimosse erano quattro milioni di metri cubi su un totale di cinque. Oltre ad un esiguo numero di volontari, che contribuirono con lo sgombero di 15.000 metri cubi di detriti, avevano inizialmente partecipato al lavoro di rimozione i prigionieri di guerra, gli ex membri o ex sostenitori del partito nazista: su un totale di 1.500, circa 200 erano donne, di cui il 90% in precedenza attive nelle organizzazioni naziste.
Un mese dopo la riforma monetaria del 1948 nelle zone di occupazione occidentale vi fu un forte aumento della disoccupazione: del 42.5% quella maschile, e del 70% quella femminile. Le donne vennero espulse per prime dal mercato del lavoro, perché si riteneva che le loro responsabilità familiari fossero inconciliabili con il loro impiego. Nel nuovo Stato della Repubblica Federale Tedesca l'importante ruolo svolto dalle donne durante la guerra e negli anni immediatamente successivi non condusse a una ridefinizione del loro status sociale, né alla riduzione delle discriminazioni a cui venivano sottoposte nel mondo del lavoro, come la disparità salariale e l'esclusione dalla formazione professionale. I ruoli di genere vennero saldamente confermati.

## Il mito delle Trümmerfrauen

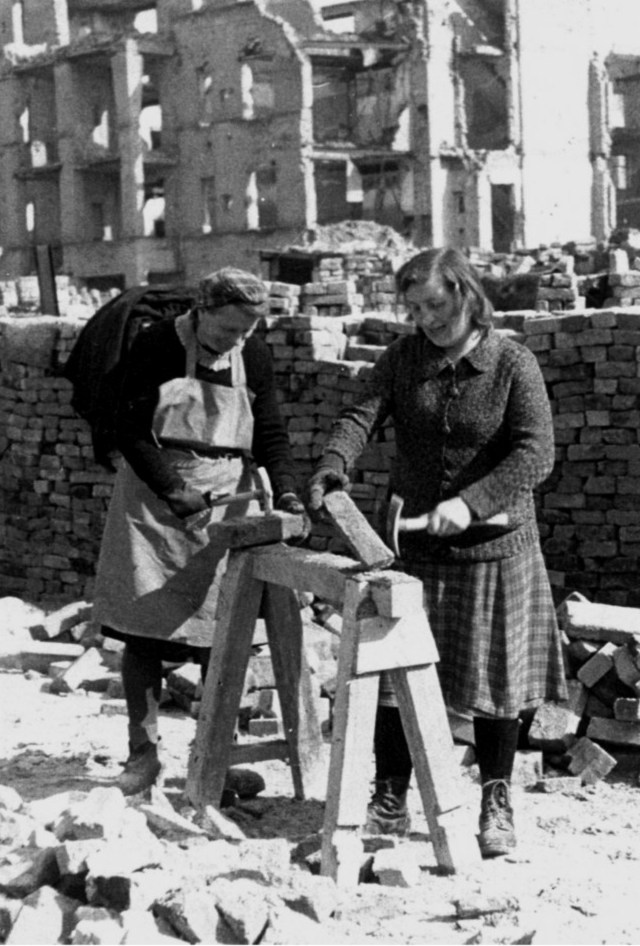
Trümmerfrauen a Berlino

Dopo decenni di oblio, sulla spinta della legislazione pensionistica approvata dal governo Kohl nel 1986, le Trümmerfrauen, o Trümmermütter (le madri dei detriti), riemersero nel dibattito politico e nell'attenzione dei media della Germania occidentale, che rivendicarono per loro una giusta ricompensa per il ruolo svolto. Tale riscoperta fu accompagnata, in ambito accademico, dal fiorire negli anni ottanta dei Gender Studies che portò alla produzione di nuovi studi e ricerche, soprattutto nell'ambito della storia sociale e della storia orale, sul ruolo delle donne e in particolare sull'esperienza femminile tedesca negli anni del nazismo e del dopoguerra. Per uno studio approfondito e critico sulle Trümmerfrauen bisognerà però attendere ancora diversi anni; nel 2014 verrà pubblicato un libro, frutto di un decennio di studi, che susciterà un ampio e controverso dibattito all'interno dell'opinione tedesca: Mythos Trümmerfrauen: von der Trümmerbeseitigung in der Kriegs- und Nachkiegszeit und der Entstehung eines deutschen Erinnerungsortes, di Leonie Treber. 
In questo testo la storica tedesca indaga sulla genesi dell'immagine delle "donne delle macerie" come figura centrale della memoria collettiva della Repubblica Federale nel dopoguerra, mettendo in discussione l'immagine eroica diffusa dalla cultura ufficiale, attraverso la ridefinizione dell'entità reale del loro contributo alla ricostruzione della nazione e della volontarietà della loro partecipazione.
Sulla base dei dati raccolti, Treber sostiene che a Berlino nel 1946 lavorarono solo 26 000 Trümmerfrauen su un totale di mezzo milione di donne in età lavorativa, ossia una percentuale del 5.6%; le donne delle macerie non furono quindi un fenomeno di massa, né nazionale: la loro presenza sarebbe stata circoscritta ad alcune province. Domandandosi come sarebbe stato possibile che una percentuale così bassa di donne, munite solo di strumenti rudimentali come i secchi, avesse potuto rimuovere 400 milioni di metri cubi di macerie e detriti, Treber rileva come dopo una prima fase in cui si fece ricorso a prigionieri di guerra tedeschi ed ex membri del NSDAP, si scelse successivamente, soprattutto nelle zone di occupazione occidentale, di affidare tale lavoro a professionisti del settore, imprese edilizie specializzate che fecero largo uso di macchinari. Nel settore orientale occupato dai sovietici, si ricorse invece maggiormente all'impiego di manodopera maschile e femminile non professionalizzata, attinta dall'enorme massa di disoccupati presenti nel paese. Nel suo studio sostiene infine che le donne che parteciparono a questa impresa, concentrate per lo più a Berlino e nella zona sovietica occupata, non lo fecero volontariamente, ma per necessità economiche, in cambio di razioni alimentari.
Le "donne delle macerie" spinte dall'amor di patria a sgomberare le città dai detriti prodotti dalla devastazione della guerra sarebbero quindi da ritenersi per Treber una vera e propria leggenda, una sorta di mito utile a rappresentare la rinascita e il riscatto della Germania, un simbolo della capacità del paese di risollevarsi dalle macerie fisiche e morali del nazismo facendo affidamento sulle donne, la componente apparentemente più fragile. Ed anche, uno strumento politico usato a scopo propagandistico per costruire e alimentare l'identità culturale sia della Germania Est che della Germania Ovest.

### Est e Ovest: le due memorie delle Trümmerfrauen
Secondo Treber il recupero dell'immagine delle Trümmerfrauen nelle due Germanie fu sostenuto da motivazioni diverse, riconducibili ai differenti modelli politici dei due paesi e al diverso rapporto stabilito tra l'era nazista e l'identità nazionale: nella Germania dell'Est e a Berlino l'immagine della fiera donna lavoratrice, sicura di sé e indipendente, impegnata in attività di pertinenza maschile, rinvia all'ideologia marxista fondata sul lavoro e la parità di genere, e prelude all'integrazione delle donne nel mondo del lavoro.
Per quanto riguarda la RFD il simbolo della "donna delle macerie" non rappresenterebbe l'eguaglianza di genere, né metterebbe in discussione l'immagine femminile tradizionale, che anzi nel dopoguerra verrebbe confermata. Recuperata solo negli anni ottanta, la memoria delle Trümmerfrauen verrebbe associata piuttosto all'idea della ricostruzione e del riscatto del paese, e al futuro miracolo economico. Anche secondo il politologo Herfried Münkler l'immagine della "donna delle macerie", decenni dopo il periodo del dopoguerra, diventa parte della triade fondativa della Repubblica Federale Tedesca - la riforma monetaria, il "miracolo economico" e il "miracolo di Berna" - come simbolo preparatore del Wirtschaftswunder.
In uno studio sulle relazioni fra genere, identità nazionale e memoria sociale, la storica Elizabeth Heineman sostiene che sarebbe stata la sconfitta militare della Germania, e la conseguente impossibilità di riproposizione, nella simbologia identitaria, di immagini che ricordassero questo evento, a ricollocare le strategie di rappresentazione della nazione tedesca occidentale nella positiva esperienza femminile delle Trümmerfrauen. Questa icona avrebbe svolto una funzione di "neutralità politica", rappresentando l'emblema di un futuro da costruire, slegato da ogni possibile associazione con il passato nazista; l'unità della nazione capace di risollevarsi contando sulle proprie forze, sulle energie interne, riducendo al minimo l'importanza del "benefattore esterno". 

Anche la diffusione del termine Trümmerfrauen testimonierebbe questa diversità nella memoria delle due Germanie. Una ricerca sugli archivi dei giornali del tempo indica che tale termine venne introdotto nelle riviste femminili e nei quotidiani di Berlino e della zona di occupazione sovietica fin dal 1946/47 per indicare, con dovuta e costruita enfasi, donne che disinteressatamente e volontariamente si impegnavano nella rimozione delle macerie per contribuire alla ricostruzione. Nella Germania occidentale avrebbe acquisito invece una connotazione positiva solo negli anni ottanta, sulla spinta della storiografia delle donne e del dibattito sulla legislazione delle pensioni (Kindererziehungleistungs-Gesetz).

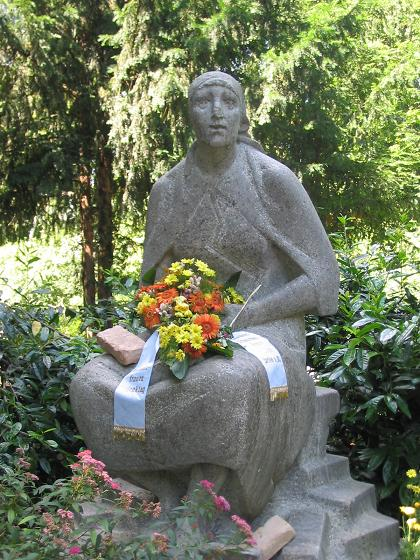
Trümmerfrau di Katharina Singer. Berlino (1955)

Per quanto riguarda il settore delle costruzioni, è da ricordare infatti come "a causa dei rischi morali e sanitari associati" la presenza delle donne all'interno dei cantieri edili sia stata a lungo scoraggiata, anche da parte sindacale, e non sia stata prevista per decenni alcuna figura professionale femminile (nei registri di lavoro le Trümmerfrauen verranno registrate come Bauhilfsarbeiterin, lavoratrici non qualificate). Nel settore delle costruzioni il divieto di impiego delle donne venne rimosso solo nel 1994.

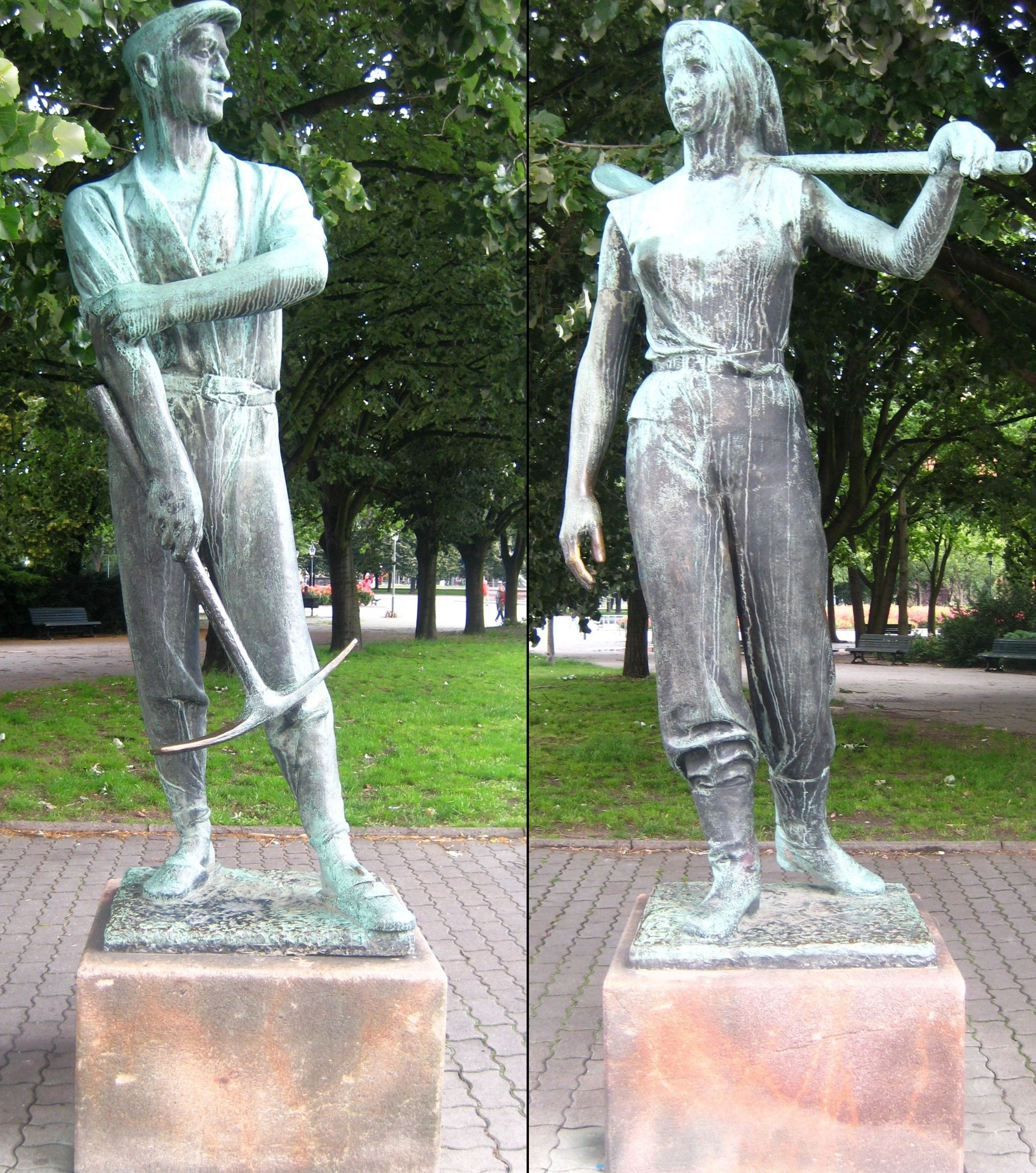
"Aufbauhelferin und Aufbauhelfer", Fritz Cremer, 1953/54, Berlino. Tit. orig.: "Togliere le macerie e costruire qualcosa di nuovo"

Il diverso significato attribuito all'immagine delle Trümmerfrauen sarebbe riscontrabile anche a livello iconografico nei monumenti ad esse dedicate: mentre la scultura di Berlino Est realizzata nel 1958 da Fritz Cremer, "Die Aufbauhelferin", rappresenta una donna in piedi che porta in spalla un badile, pronta a proseguire per la sua strada, in un atteggiamento fiero e attivo pari a quello del suo corrispettivo maschile, l'"Aufbauhelfer", la Trümmerfrau di Berlino ovest, opera di Katharina Singer, raffigura una donna seduta. Nel suo grembo è deposto un martello, ai suoi piedi si intravedono dei mattoni. Più che un atteggiamento attivo e di speranza verso il futuro, trasmette una sensazione di stanchezza e sofferenza; la Trümmerfrau, che ha braccia e capelli coperti ed evoca una figura materna, ha completato il suo lavoro, un'attività che è stata preziosa per la nazione ma che non le è propria, non caratterizza la sua posizione sociale.
Nel 2005 Helmut Kohl commemorando il monumento di Monaco alle Trümmerfrauen, definite donne che "volontariamente" contribuirono a rimuovere le rovine, affermerà che esse sono "un simbolo del desiderio del popolo tedesco di ricostruire e della sua capacità di sopravvivenza". Molti memoriali le verranno dedicati in tutto il territorio tedesco.
Dopo la riunificazione tedesca, negli sforzi di costruzione di una memoria comune, come mostra il video prodotto in occasione del 60. anniversario della Repubblica nel maggio 2009, la "donna delle macerie" è confermata fra i simboli fondativi, diventando "luogo commemorativo pangermanico".